# Take the Money and Run (O'G3NE)
Take the Money and Run is een nummer van het Nederlandse meidengroep O'G3NE uit 2016. Het is de eerste single We Got This, het eerste album dat de groep uitbracht onder de naam O'G3NE.
Het nummer werd een klein radiohitje in Nederland. Het haalde de 15e positie in de Tipparade.